# Агова кула (Юренджик)
Агова кула (на гръцки: Πύργος του Αγά) е жилищна отбранителна кула в Юренджик (Певка), предградие на град Солун, Гърция.

## Местоположение
Кулата е разположена на улица „Зоодохос Пиги“, в границите на стария манастир на Сестрите на милосърдието, близо до двора на 2-ро и 4-то начално училище в Юренджик. На североизток е разположен Юренджишкият хамам.

## История
Историята на кулата е неизвестна. Може да се предположи, че първоначално е била построена, за да наблюдава прохода на изток, към Хортач и Лъгадинското и Бешичкото езера, но много по-вероятно е да е резиденция или вила на местни господари, построена на място, което някога е било сред овощни градини, с изобилие от вода, здравословен климат и отлична гледка.
От някои елементи на конструкцията се заключава, че може да става въпрос за конструкция от XV век, с по-скорошен строителен етап през XVII или XVIII век. Елементите, които датират кулата в XV век, са бойниците, които са видими вече само отвътре, тъй като отвън са затворени, както и машикулата над входа. Кулите след XV век рядко имат подобни защитни елементи, освен декоративни. Други елементи, които сочат, макар и не категорично, към XV век са дебелите стени, полукръглият свод на входния отвор и заострената арка на прозореца от югозападната страна.
Кулата е обитавана до средата на XX век, като е била собственост на женския католически монашески орден Сестри на милосърдието. След това служи като складово помещение за съседните училища. По-късно става собственост държавата и на 12 август 1998 година е обявена за исторически паметник.

## Описание
Планът на кулата е правоъгълен с външни размери 7,92 × 6,84 m. Тя има два етажа и е покрита с шатровиден покрив с керемиди. Изградена е от камъни със свързващ варов разтвор и вмъкнати тухли, като по височината има вградени дървени траверси на интервали за статично укрепване на зидарията.
Средната дебелина на външните стени на кулата е 1,25 m. Конструкцията представя елементи от различни строителни фази. Първоначалната строителна фаза, изглежда, е била по-скоро отбранителна, докато по-късно кулата е била използвана като жилищна.
Входът към вътрешността на кулата е разположен от югоизточната ѝ страна, а рамката ѝ е увенчана с полукръгла каменна арка. Над входа се виждат двата стълба, един каменен и един мраморен, върху които е била поддържана незапазената катахистра (зематистра).
Двете нива на кулата комуникират вътрешно с дървено стълбище, по-нова конструкция, на мястото на по-старо. Също така нивата са общували чрез вътрешни врати, отворени по-късно, със съседния килиен комплекс, в който са се помещавали монахините. Вътрешните повърхности на кулата са измазани и боядисани.
От югоизточната страна стълбището, водещо до входа на кулата, е нова бетонна конструкция. От същата страна се виждат дървени греди, точно под покрива с размерите 15 × 20 cm и изглежда, че това са били носещите греди на третия етаж, който първоначално е съществувал в кулата. Освен това поради факта, че две от тях стърчат, е възможно на това трето ниво да е имало затворен балкон.
Шатровидният покрив на кулата е по-късно допълнение – вероятно от XX век – и е в сравнително добро състояние. В оригиналния си вид кулата може да е имала трети етаж и също така може да не е имала покрив, а капандура с бойници.